# 3171 Wangshouguan
A 3171 Wangshouguan (ideiglenes jelöléssel 1979 WO) a Naprendszer kisbolygóövében található aszteroida. A Bíbor-hegyi Obszervatórium fedezte fel 1979. november 19-én.